# Гроув, Кендалл
Ке́ндалл Гро́ув (англ. Kendall Grove; 12 ноября 1982, Ваилуку) — американский боец смешанного стиля, представитель средней весовой категории. Выступает на профессиональном уровне начиная с 2003 года, известен по участию в турнирах таких бойцовских организаций как UFC, Bellator, KSW, владел титулом чемпиона ShoFight, победитель третьего сезона бойцовского реалити-шоу The Ultimate Fighter.

## Биография
Кендалл Гроув родился 12 ноября 1982 года в статистически обособленной местности Ваилуку округа Мауи на Гавайях, имеет гавайские, самоанские и индейские корни. Учился в местной школе Baldwin High School, уже в раннем детстве начал заниматься борьбой.

### Начало профессиональной карьеры
Дебютировал в ММА на профессиональном уровне в июле 2003 года, победив своего соперника удушающим приёмом «треугольник» в первом же раунде. Имея в послужном списке пять побед и три поражения, в 2006 году принял участие в третьем сезоне бойцовского реалити-шоу The Ultimate Fighter, где представлял команду Тито Ортиса и в финальной стадии поочерёдно прошёл всех троих своих соперников, в том числе в решающем бою единогласным решением судей взял верх над Эдом Херманом. Как победитель шоу удостоился права подписать долгосрочный контракт с крупнейшей американской бойцовской организацией Ultimate Fighting Championship.

### Ultimate Fighting Championship
Гроув дрался в UFC с попеременным успехом, чередуя победы с поражениями. Среди наиболее громких побед — победа удушающем приёмом д’Арсе над перспективным проспектом Аланом Белчером (получил бонус за лучший приём вечера), победа раздельным решением судей над бывшим чемпионом организации Эваном Таннером, также в числе побеждённых им соперников Джейсон Дэй, Джейк Рошолт и Горан Рельич. Всего в период 2006—2011 годов Гроув провёл в UFC тринадцать поединков, из них семь выиграл и шесть проиграл. В июне 2011 года на своей странице в Facebook он сообщил об увольнении из организации.

### Другие организации
Впоследствии выступал в нескольких менее престижных промоушенах, таких как ProElite, ShoFight, AFC, RWE, K-Oz Entertainment — в некоторых из них обладал поясом чемпиона в среднем весе. Дважды дрался в польском промоушене KSW, был здесь претендентом на титул чемпиона, но проиграл чемпионский бой единогласным судейским решением. Также встречался с проживающим в Польше чеченцем Мамедом Халидовым, который заставил его сдаться, сделав ущемление ахиллова сухожилия.

### Bellator MMA
В 2013 году Кендалл Гроув подписал контракт с другой крупной американской организацией Bellator и в дебютном поединке единогласным решением взял верх над Джо Ведепо. Принял участие в десятом сезоне гран-при средневесов, но на стадии полуфиналов уступил соотечественнику Бретту Куперу. Занёс себе в актив победу над такими бойцами как Кристиан М’Пумбу и Джоуи Бельтран. В мае 2015 года вышел в клетку против действующего чемпиона Bellator в среднем весе Брэндона Холси и проиграл ему техническим нокаутом в четвёртом раунде (Холси не смог сделать вес перед боем и всё равно лишился титула).
В октябре 2016 года встретился с вернувшимся в организацию после допинг-скандала россиянином Александром Шлеменко, бывшим чемпионом Bellator в среднем весе, и проиграл ему техническим нокаутом во втором раунде.

## Статистика в профессиональном ММА
| Боёв 42         | Побед 23 | Поражений 18 |
| --------------- | -------- | ------------ |
| Нокаутом        | 7        | 8            |
| Сдачей          | 10       | 4            |
| Решением        | 6        | 6            |
| Не состоявшихся | 1        | 1            |

| Результат    | Рекорд    | Соперник           | Способ                                 | Турнир                                                    | Дата             | Раунд | Время | Место                     | Примечание                                                                  |
| ------------ | --------- | ------------------ | -------------------------------------- | --------------------------------------------------------- | ---------------- | ----- | ----- | ------------------------- | --------------------------------------------------------------------------- |
| Поражение    | 23-18 (1) | Эй Джей Мэттьюз    | Раздельное решение                     | Bellator 193                                              | 26 января 2018   | 3     | 5:00  | Темекьюла, США            |                                                                             |
| Поражение    | 23-17 (1) | Джон Солтер        | Техническая сдача (удушение сзади)     | Bellator 181                                              | 14 июля 2017     | 1     | 4:37  | Такервилл, США            |                                                                             |
| Поражение    | 23-16 (1) | Александр Шлеменко | TKO (удары руками)                     | Bellator 162                                              | 21 октября 2016  | 2     | 1:43  | Мемфис, США               |                                                                             |
| Победа       | 23-15 (1) | Франсиско Франс    | KO (удары руками)                      | Bellator 150                                              | 26 февраля 2016  | 2     | 0:35  | Малвейн, США              |                                                                             |
| Победа       | 22-15 (1) | Джоуи Бельтран     | TKO (удары руками)                     | Bellator 143                                              | 25 сентября 2015 | 3     | 2:27  | Идальго, США              |                                                                             |
| Поражение    | 21-15 (1) | Брэндон Холси      | TKO (удары руками)                     | Bellator 137                                              | 15 мая 2015      | 4     | 2:25  | Темекьюла, США            | Бой за титул чемпиона Bellator в среднем весе.                              |
| Победа       | 21-14 (1) | Кристиан М’Пумбу   | Сдача (удушение сзади)                 | Bellator 127                                              | 3 октября 2014   | 2     | 4:14  | Темекьюла, США            |                                                                             |
| Поражение    | 20-14 (1) | Бретт Купер        | TKO (удары руками)                     | Bellator 114                                              | 28 марта 2014    | 2     | 3:33  | Уэст-Валли-Сити, США      | Полуфинал 10 сезона гран-при Bellator в среднем весе.                       |
| Победа       | 20-13 (1) | Джо Ведепо         | Единогласное решение                   | Bellator 104                                              | 18 октября 2013  | 3     | 5:00  | Сидар-Рапидс, США         | Дебют в Bellator.                                                           |
| Победа       | 19-13 (1) | Дэнни Митчелл      | TKO (удары руками)                     | GWC: The British Invasion: US vs. UK                      | 29 июня 2013     | 1     | 4:53  | Канзас-Сити, США          |                                                                             |
| Поражение    | 18-13 (1) | Михал Матерла      | Единогласное решение                   | KSW 23                                                    | 8 июня 2013      | 4     | 5:00  | Гданьск, Польша           | Бой за титул чемпиона KSW в среднем весе.                                   |
| Поражение    | 18-12 (1) | Джесси Тейлор      | Единогласное решение                   | K-Oz Entertainment: Bragging Rights 5                     | 23 февраля 2013  | 5     | 5:00  | Перт, Австралия           | Бой за титул чемпиона K-Oz Entertainment в среднем весе.                    |
| Поражение    | 18-11 (1) | Мамед Халидов      | Сдача (замок ахилла)                   | KSW 21                                                    | 1 декабря 2012   | 2     | 1:31  | Варшава, Польша           |                                                                             |
| Победа       | 18-10 (1) | Крис Циснерос      | TKO (удары руками)                     | RWE: Just Scrap 3                                         | 10 ноября 2012   | 2     | 4:30  | Мауи, США                 |                                                                             |
| Победа       | 17-10 (1) | Ариэль Гандулла    | TKO (удары руками)                     | AFC 13: Natural Selection                                 | 3 ноября 2012    | 2     | 4:45  | Виктория, Канада          |                                                                             |
| Победа       | 16-10 (1) | Джо Кронин         | Сдача (удушение д’Арсе)                | RWE: Just Scrap 2                                         | 8 сентября 2012  | 1     | 1:20  | Лахаина, США              |                                                                             |
| Победа       | 15-10 (1) | Дерек Брансон      | Раздельное решение                     | ShoFight 20                                               | 16 июня 2012     | 3     | 5:00  | Спрингфилд, США           | Бой за титул чемпиона ShoFight в среднем весе.                              |
| Поражение    | 14-10 (1) | Джей Силва         | Техническая сдача (треугольник руками) | Superior Cage Combat 4                                    | 16 февраля 2012  | 2     | 1:52  | Лас-Вегас, США            |                                                                             |
| Победа       | 14-9 (1)  | Икухиса Минова     | Единогласное решение                   | ProElite 3                                                | 21 января 2012   | 3     | 5:00  | Гонолулу, США             |                                                                             |
| Победа       | 13-9 (1)  | Джо Риггс          | Сдача (гильотина стоя)                 | ProElite: Arlovski vs. Lopez                              | 27 августа 2011  | 1     | 0:59  | Гонолулу, США             |                                                                             |
| Поражение    | 12-9 (1)  | Тим Боуч           | Единогласное решение                   | UFC 130                                                   | 28 мая 2011      | 3     | 5:00  | Лас-Вегас, США            |                                                                             |
| Поражение    | 12-8 (1)  | Демиан Майя        | Единогласное решение                   | The Ultimate Fighter: Team GSP vs. Team Koscheck Finale   | 4 декабря 2010   | 3     | 5:00  | Лас-Вегас, США            |                                                                             |
| Победа       | 12-7 (1)  | Горан Рельич       | Раздельное решение                     | UFC 116                                                   | 3 июля 2010      | 3     | 5:00  | Лас-Вегас, США            |                                                                             |
| Поражение    | 11-7 (1)  | Марк Муньос        | TKO (удары руками)                     | UFC 112                                                   | 10 апреля 2010   | 2     | 2:50  | Абу-Даби, ОАЭ             | Лучший бой вечера.                                                          |
| Победа       | 11-6 (1)  | Джейк Рошолт       | Сдача (треугольник)                    | UFC 106                                                   | 21 ноября 2009   | 1     | 3:59  | Лас-Вегас, США            |                                                                             |
| Поражение    | 10-6 (1)  | Рикарду Алмейда    | Единогласное решение                   | UFC 101                                                   | 8 августа 2009   | 3     | 5:00  | Филадельфия, США          |                                                                             |
| Победа       | 10-5 (1)  | Джейсон Дэй        | TKO (руками и локтями)                 | UFC 96                                                    | 7 марта 2009     | 1     | 1:32  | Колумбус, США             |                                                                             |
| Победа       | 9-5 (1)   | Эван Таннер        | Раздельное решение                     | The Ultimate Fighter: Team Rampage vs Team Forrest Finale | 21 июня 2008     | 3     | 5:00  | Лас-Вегас, США            |                                                                             |
| Поражение    | 8-5 (1)   | Хорхе Ривера       | KO (удары руками)                      | UFC 80                                                    | 19 января 2008   | 1     | 1:20  | Ньюкасл-апон-Тайн, Англия |                                                                             |
| Поражение    | 8-4 (1)   | Патрик Коте        | TKO (удары руками)                     | UFC 74                                                    | 25 августа 2007  | 1     | 4:45  | Лас-Вегас, США            |                                                                             |
| Победа       | 8-3 (1)   | Алан Белчер        | Сдача (удушение д’арсе)                | UFC 69                                                    | 7 апреля 2007    | 2     | 4:42  | Хьюстон, США              | Лучший приём вечера.                                                        |
| Победа       | 7-3 (1)   | Крис Прайс         | Сдача (удары локтями)                  | UFC Fight Night 6.5                                       | 10 октября 2006  | 1     | 3:59  | Холливуд, США             |                                                                             |
| Победа       | 6-3 (1)   | Эд Херман          | Единогласное решение                   | The Ultimate Fighter: Team Ortiz vs. Team Shamrock Finale | 24 июня 2006     | 3     | 5:00  | Лас-Вегас, США            | Победитель 3 сезона The Ultimate Fighter в среднем весе; Лучший бой вечера. |
| Победа       | 5-3 (1)   | Джей Картер        | Сдача (треугольник)                    | Rumble on the Rock: Showdown in Maui                      | 7 октября 2005   | 1     | 3:25  | Мауи, США                 |                                                                             |
| Поражение    | 4-3 (1)   | Эктор Рамирес      | KO (удар рукой)                        | KOTC: Mortal Sins                                         | 7 мая 2005       | 1     | 1:08  | Примм, США                | Бой в полутяжёлом весе.                                                     |
| Победа       | 4-2 (1)   | Мэтт Гидни         | Сдача (удушение сзади)                 | TC 8-Total Combat 8                                       | 2 апреля 2005    | 1     | 2:28  | Тихуана, Мексика          |                                                                             |
| Поражение    | 3-2 (1)   | Савант Янг         | Техническая сдача (гильотина)          | Lockdown in Paradise 1                                    | 19 марта 2005    | 1     | 2:00  | Лахаина, США              | Гроув превысил лимит промежуточной весовой категории (до 192 lb).           |
| Победа       | 3-1 (1)   | Мэтт Хендрикс      | TKO                                    | Total Combat 7                                            | 29 января 2005   | 2     | N/A   | Тихуана, Мексика          |                                                                             |
| Не состоялся | 2-1 (1)   | Рикки Ганц         | Не состоялся                           | Total Combat 6                                            | 24 октября 2004  | 1     | N/A   | Тихуана, Мексика          |                                                                             |
| Поражение    | 2-1       | Джо Риггс          | KO (удары локтями)                     | Rumble on the Rock 5                                      | 7 мая 2004       | 1     | 3:09  | Гонолулу, США             |                                                                             |
| Победа       | 2-0       | Каипо Калама       | Сдача (удушение сзади)                 | SuperBrawl 34                                             | 28 марта 2004    | 2     | 3:16  | Ваилуку, США              |                                                                             |
| Победа       | 1-0       | Трипстин Керсиано  | Сдача (треугольник)                    | KFC 3: Island Pride                                       | 27 июля 2003     | 1     | 2:04  | Ваилуку, США              |                                                                             |